# Lužec nad Vltavou
Lužec nad Vltavou (en allemand : Luschetz an der Moldau) est une commune du district de Mělník, dans la région de Bohême-Centrale, en Tchéquie. Sa population s'élevait à 1 451 habitants en 2020.

## Géographie
Lužec nad Vltavou est arrosée par la Vltava et se trouve à 7 km au sud-ouest de Mělník et à 28 km au nord de Prague.
La commune est limitée par Cítov et Býkev au nord, par Hořín à l'est, par Zálezlice et Vojkovice au sud, et par Vraňany et Spomyšl à l'ouest.

## Histoire
La première mention écrite de la localité date de 1223.